# Chaîne musculaire
 (novembre 2022).
 (novembre 2022).
Si vous disposez d'ouvrages ou d'articles de référence ou si vous connaissez des sites web de qualité traitant du thème abordé ici, merci de compléter l'article en donnant les références utiles à sa vérifiabilité et en les liant à la section « Notes et références ».
Une chaîne musculaire est un concept inventé par Françoise Mézières, kinésithérapeute française (1909-1991). Il s'agit d'un « ensemble de muscles poly-articulaires, de même direction et dont les insertions se recouvrent les unes sur les autres à la manière des tuiles sur un toit ».

## Quatre chaînes musculaires
Mézières identifie quatre chaînes musculaires.

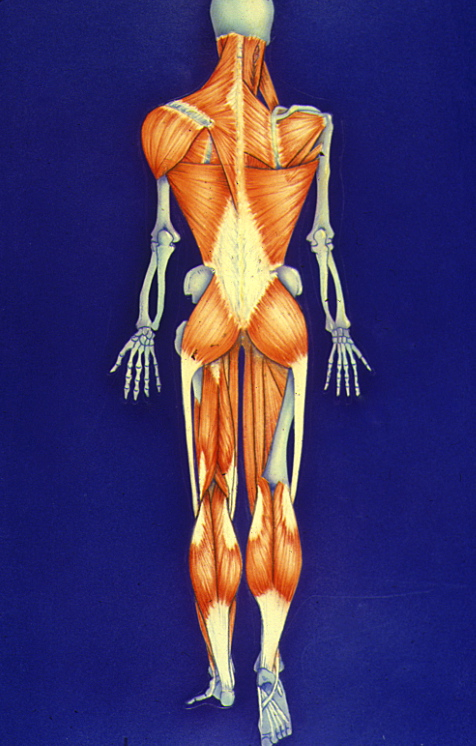
La chaîne postérieure : plan superficiel
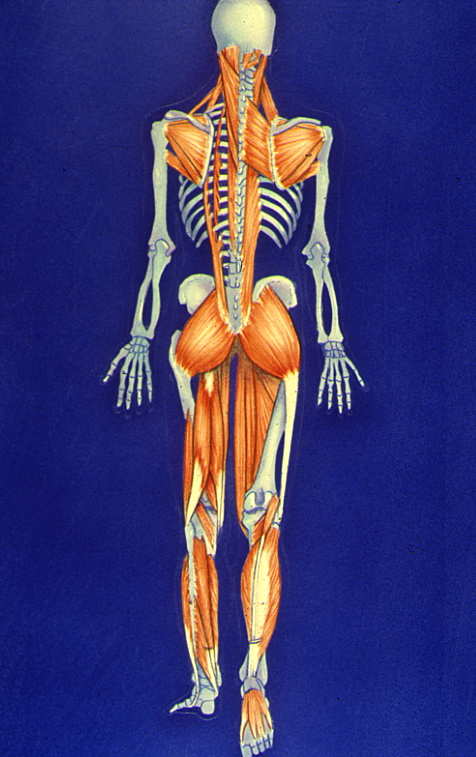
La chaîne postérieure : plan profond
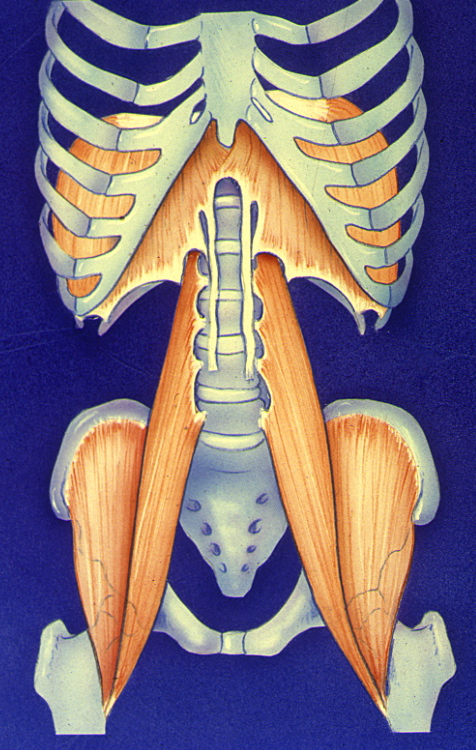
La chaîne antéro-intérieure
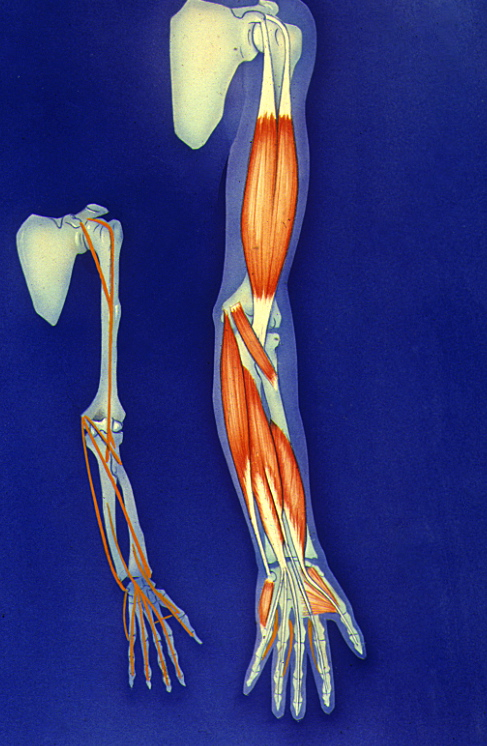
La chaîne brachiale
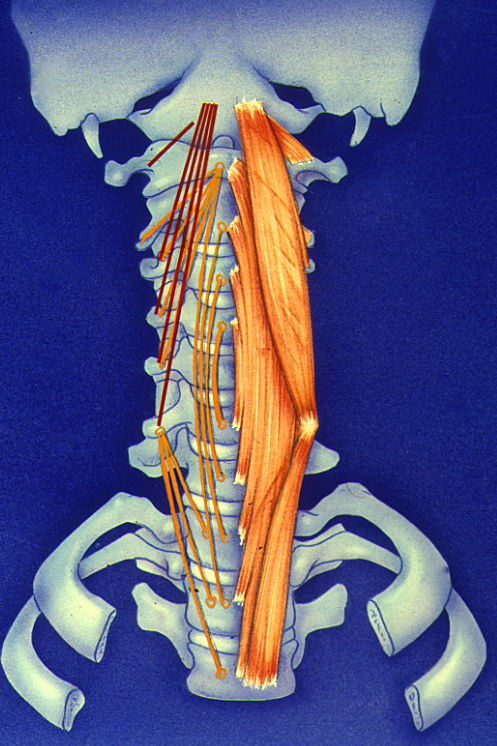
La chaîne antérieure du cou

### La grande chaîne postérieure
C'est la plus importante par son étendue, par ses implications. Elle est la première à avoir été décrite, en 1949. Son raccourcissement augmente non seulement les lordoses (dépressions de la colonne vertébrale), mais aussi les déformations en inflexions latérales et en rotations. Elle s’étend de l’arrière du crâne jusqu’aux bouts des orteils. De là, elle remonte sur la face antérieure du tibia, jusqu’au genou.

### La chaîne antéro-intérieure
Située à l’intérieur du ventre, elle est composée du diaphragme et des muscles ilio-psoas, dont la rétraction entraîne, entre autres, la cambrure lombaire et la projection du bassin en avant.

### La chaîne brachiale
Elle va de l’épaule à l’extrémité des doigts. Sa rétraction systématique explique que, en position debout, relâchée, la main ne tombe pas, comme elle devrait, « petit doigt sur la couture du pantalon ».

### La chaîne antérieure du cou
Elle a été mise en évidence plus tardivement par Michaël Nisand en 1981. Françoise Mézières homologuera cette découverte dans « Originalité de la méthode Mézières », son dernier ouvrage.
Composée de trois muscles plaqués sur la face antérieure des vertèbres cervicales, cette chaîne est a priori antagoniste de la grande chaîne postérieure. Sa contraction abaisse le menton et tire la tête vers l’avant. Elle est à l’origine des torticolis et autres cervicalgies.

## Le concept
Pour Françoise Mézières, c’est la rétraction systématique et universelle des chaînes musculaires qui est responsable des déformations et des dysfonctions de l’appareil locomoteur de l’être humain.
À ses yeux, toute méthode de rééducation se doit d’étirer les chaînes. Tout exercice de renforcement doit être banni au motif qu’il aggrave le processus de raccourcissement.
Pour Mézières, l'étirement des chaînes musculaires provoque des compensations que le thérapeute se doit de neutraliser. Du fait de la disposition concaténée (en chaînes), ces compensations se déplacent d’un bout à l’autre du corps, sans respecter les frontières théoriques entre le tronc et les membres.
Pour ses critiques : l’étirement des muscles sur le vivant est tout simplement impossible. Les douleurs ressenties lors d’exercices de stretching (qui ne diffèrent en rien de leur précurseur, la Méthode Mézières) ne seraient dues qu’à la mise en tension des fascia (tissus d’enveloppe des muscles, très richement innervés).

## Aujourd'hui
Le concept de chaîne musculaire a connu, à la fin du siècle dernier, un engouement tel, que la définition donnée par l’inventeur n’arrêta guère la fougue des suiveurs, pressés de mettre à jour toutes les chaînes que Mézières avait "oubliées".
Ce concept a été repris, revu, corrigé et augmenté par de nombreux kinésithérapeutes et ostéopathes.
Le concept est également présent dans le Rolfing.